# 张海涛 (官员)
张海涛（1951年9月—），男，汉族，山东荣成人，中华人民共和国政治人物，曾任国家广播电影电视总局副局长、中共国家广播电影电视总局党组成员、第十一届全国政协委员。

## 生平
2008年，当选第十一届全国政协委员，代表新闻出版界，分入第四十四组。